# Agathe Habyarimana
Agedit Kanziga Habyarimana (nhũ danh Kanziga) (sinh năm 1942 tại Karago, quận Gisenyi, tỉnh miền Tây, Rwanda)  là góa phụ của cựu Tổng thống Rwanda Juvénal Habyarimana và cựu Đệ nhất phu nhân Rwanda từ năm 1973 đến năm 1994. Kanziga là một phần của dòng dõi người Hutu từ lâu đã cai trị một công quốc độc lập cho đến cuối thế kỷ XIX. Bà đã bị chính quyền Pháp bắt giữ vào ngày 2 tháng 3 năm 2010 tại Pháp sau chuyến thăm của Tổng thống Pháp Nicolas Sarkozy tới Rwanda.
Bà thường được coi là một trong những quyền lực sau ngai vàng trong nhiệm kỳ tổng thống 20 năm của chồng bà và mối liên hệ gia đình của bà với các chính trị gia quyền lực của người dân tộc thường được coi là đã cung cấp vốn chính trị cần thiết cho Habyarimana. Bà là trung tâm của một nhóm người hùng mạnh ở miền bắc Hutus được gọi là le clan de madame hoặc akazu (tiếng Kinyarwanda cho "ngôi nhà nhỏ"), một tổ chức không chính thức của những kẻ cực đoan người Hutu có thành viên đóng góp mạnh mẽ cho cuộc diệt chủng Rwandan năm 1994.
Vào ngày 9 tháng 4 năm 1994, ngay sau vụ ám sát Habyarimana và bắt đầu cuộc diệt chủng Rwandan, bà đã bị quân đội Pháp đưa ra khỏi Rwanda và đến Paris 8 ngày sau đó. Trong cuộc di cư này, bà đã đi cùng với ba mươi thành viên khác của akemo, bao gồm Ferdinand Nahimana, giám đốc Đài phát thanh Télévision Libre des Mille Collines. Khi đến Paris, bà đã nhận được một món quà trị giá ₣ 230 000 từ chính phủ Pháp, từ ngân sách được phân bổ cho "hỗ trợ khẩn cấp cho người tị nạn Rwandan". Vào tháng 9 năm 1997, bà chuyển đến Libreville, Gabon, theo lời mời của Omar Bongo, và sau đó là Gbadolite ở Zaire. Lo sợ mối đe dọa của RPF, bà đã quay trở lại Zaire vào cuối năm 1995 và sau đó định cư tại Gabon, nơi bà được cấp hộ chiếu ngoại giao dưới tên giả. Để đối phó với các mối đe dọa của RPF, bà rời Libreville và nhập lậu vào Pháp, nơi bà cư trú bất hợp pháp.
Agedit Habyarimana là em gái của Protais Zigiranyirazo. Bà đã bị từ chối tị nạn chính trị tại Pháp vào ngày 4 tháng 1 năm 2007, nơi bà nộp đơn vào tháng 1 năm 2004, nhưng vẫn ở lại Pháp. Bà đã bị bắt vào thứ ba, ngày 2 tháng 3 năm 2010, sau chuyến thăm của Tổng thống Pháp Nicolas Sarkozy tới Rwanda, nơi anh thừa nhận những sai lầm của Pháp về tội diệt chủng, nói thêm rằng Pháp sẽ tìm kiếm những kẻ chịu trách nhiệm về tội diệt chủng đang sống ở Pháp.
Vào tháng 9 năm 2011, một tòa án của Pháp đã bác bỏ việc dẫn độ Habyarimana của Rwanda. Một vụ kiện dân sự, có lẽ vì thế mà yếu đi, vẫn còn.
Vào tháng 8 năm 2021, Tòa án phúc thẩm Paris đã ra phán quyết "không thể chấp nhận được" yêu cầu sa thải Agathe Habyarimana, người bị tình nghi có liên quan đến tội ác diệt chủng chống lại người Tutsi ở Rwanda vào năm 1994 và là mục tiêu của một cuộc điều tra ở Pháp từ năm 2008.
Vào ngày 12 tháng 9 năm 2024, Văn phòng Công tố viên chống khủng bố quốc gia Pháp đã đệ đơn kháng cáo để có được bản cáo trạng đối với Agathe Habyarimana trong vụ diệt chủng ở Rwanda.